# Lakshaphagus fusiscapus
Lakshaphagus fusiscapus är en stekelart som först beskrevs av Agarwal 1965.  Lakshaphagus fusiscapus ingår i släktet Lakshaphagus och familjen sköldlussteklar. Inga underarter finns listade i Catalogue of Life.